# NK Oroslavje
Nogometni klub Oroslavje hrvatski je nogometni klub iz Oroslavja. Trenutačno se natječe u 1. ŽNL Krapinsko-zagorskoj.
Osnovan je 1926. kao Tekstilac. Pod imenom Tekstilac djelovao je do 1959. Zvao se Oroteks u razdoblju od 1960. do 1978., a od 1979. nosi ime Oroslavje.

## Vanjske poveznice
- Profil, HNS Semafor